# Burkina Faso
Burkina Faso (röviden Burkina, korábban Felső-Volta) nyugat-afrikai állam. Északnyugaton Mali, északkeleten Niger, délkeleten Benin, délen Togo és Ghána, délnyugaton Elefántcsontpart határolja.
Trópusi éghajlat és változatos szavannai tájak jellemzik a túlnyomórészt sík, tengerparttal nem rendelkező országot, amely északi része a Száhel övezetbe nyúlik bele. Az országban több tucat anyanyelvet beszélnek és az iszlám a legelterjedtebb vallás. A világ egyik legszegényebb országa, de az egymás mellett békésen élő etnikai csoportok kulturális sokszínűsége jellemzi. A rendszeresen ismétlődő aszályos időszakok nagy nehézségeket okoznak a lakosságnak, akik elsősorban a mezőgazdaságból élnek.

## Etimológia
Korábban Felső-Volta volt a neve (1958–1984), Thomas Sankara elnök nevezte át Burkina Fasóra. 
Nevének jelentése moré és dioula nyelven: becsületes emberek földje.
A Volta a portugál nyelvből származik, jelentése kavargás, kanyargás, amely a Volta-folyó jellegére utal.

## Földrajz

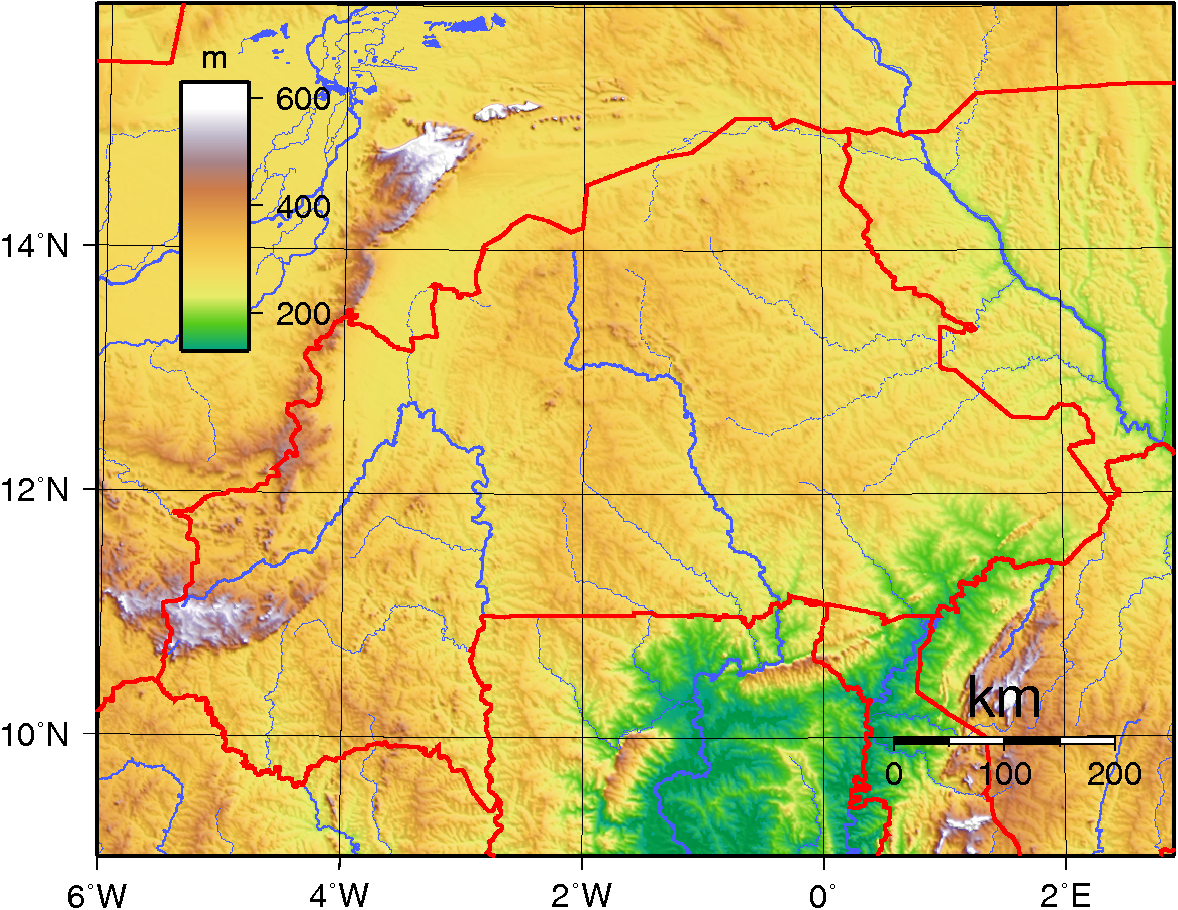
Burkina Faso domborzati térképe

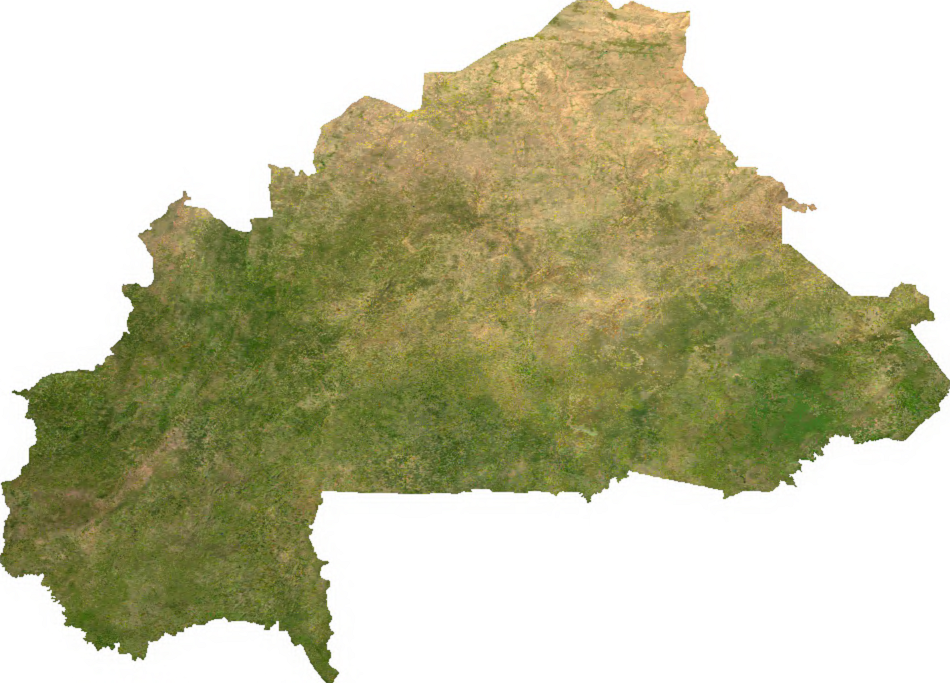
Burkina Faso műholdas képe

Az ország az északi szélesség 10. és 15. foka között helyezkedik el, a Niger folyó kanyarulatától délre. A legközelebbi tengeri kikötő, Abidjan (Elefántcsontpart) 500 km-re van.
Kristályos kőzeteken és homokkőn kialakult, silány talajú alföld foglalja el az ország legnagyobb részét. Legnagyobb folyóit (Fehér-, Vörös- és Fekete-Volta) széles, néptelen síkságok kísérik. Az alacsony déli és nyugati fennsíkokat félsivatagos szavannák borítják és Ghánába tartó folyók tagolják.

### Domborzat
Az ország nagy részét a Felső-guineai-küszöb alacsony fekvésű részét képező, enyhén hullámos fennsík (250 m a tengerszint feletti átlagos magasság) foglalja el, amely fölé számos szigethegyből álló hegyvonulat emelkedik. Az ország legmagasabb pontja a Pic de Nakourou délnyugaton (749 m), ahol a homokkő táblás vidék meredeken emelkedik Mali déli határvidéke felé. Keleten a táj fokozatosan süllyed a Niger-medence irányában.

### Vízrajz
Az országban ered az ország legnagyobb folyója, a Volta, amely itt tulajdonképpen még három különálló vízfolyás. Az ország nyugati részén húzódik a Fekete-Volta, a középső országrészben a Fehér-Volta, a kettő között pedig a jóval rövidebb Vörös- előnevű folyóág. A három ág egyesülésével alakul ki, már a szomszédos Ghána területén a Volta folyam. Jelentős folyó még az ország nyugati-délnyugati határvidékén húzódó Comoé, mely a Guineai-öbölbe ömlik. A folyók többsége az évnek csak 4-6 hónapjában szállít vizet, az év többi részében kiszárad.
A legismertebb tavak: Téngréla-tó, Bam-tó, Dem-tó. A Mare d’Oursi a rámszari területek listáján szerepel.

### Éghajlat
Délen májustól októberig tart az esős évszak, az északi országrész éghajlata nagyon száraz. Ouagadougouban a januári középhőmérséklet 24 °C, a májusi 32 °C, a júliusi 28 °C, a csapadék mennyisége 850 mm. A csapadék délről északra 1300 mm-ről 500 mm-re csökken.

### Élővilág, természetvédelem
Az ország déli része nedves szavanna, a folyók mentén galériaerdőkkel, középső területe száraz szavanna, helyenként akáciákkal és majomkenyérfákkal.
Az északi rész ritkás tüskés szavanna vagy sivatagi sztyeppe, fűcsomókkal, mély gyökerű tüskés bokrokkal s az aszályhoz hozzáedződött törpe fákkal.
Az országban számos állatfaj él: antilop, bivaly, oroszlán, sakál, különféle majmok, víziló, krokodilok. A madárvilága gazdag.

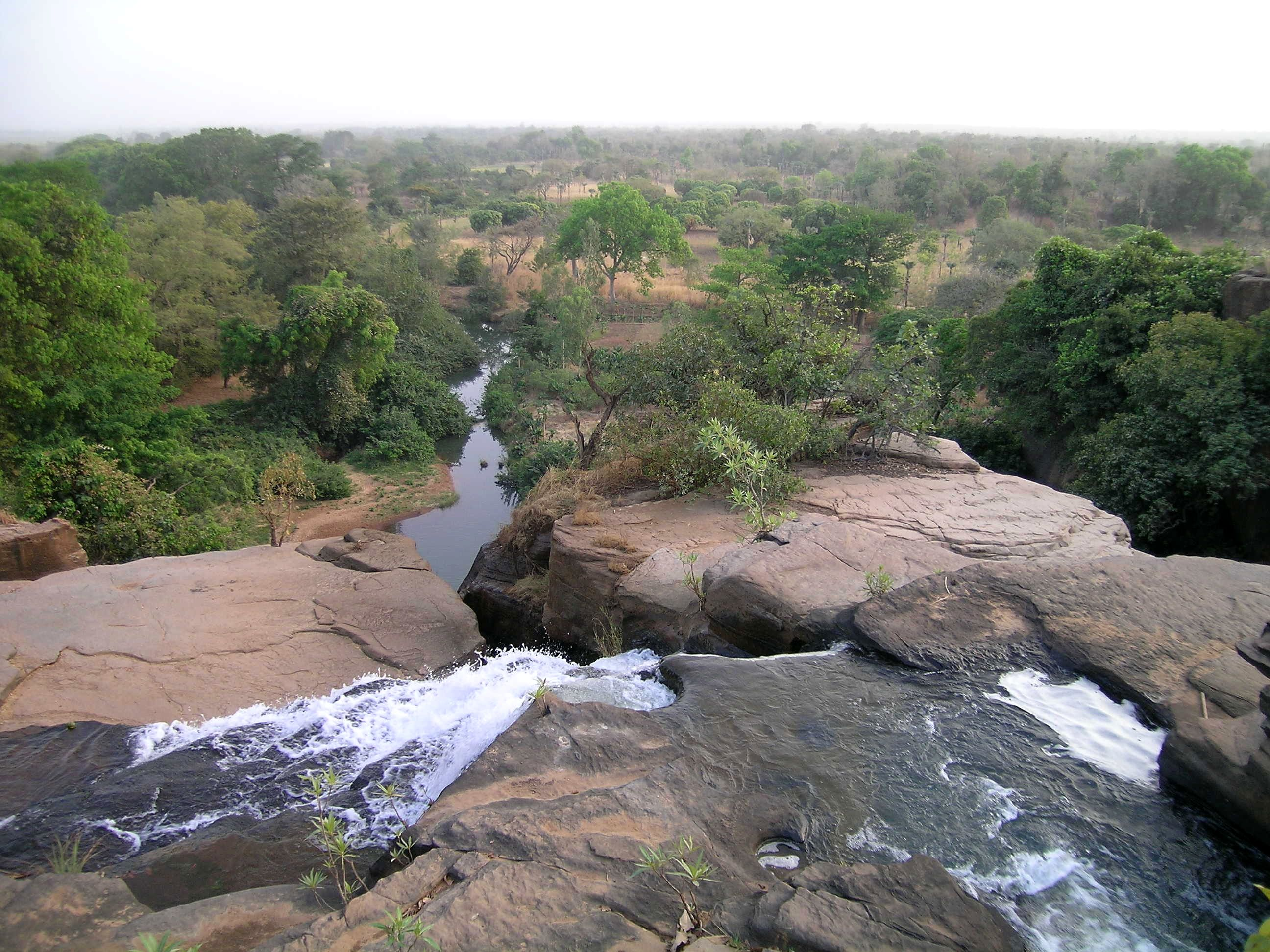
Karfiguela-vízesés
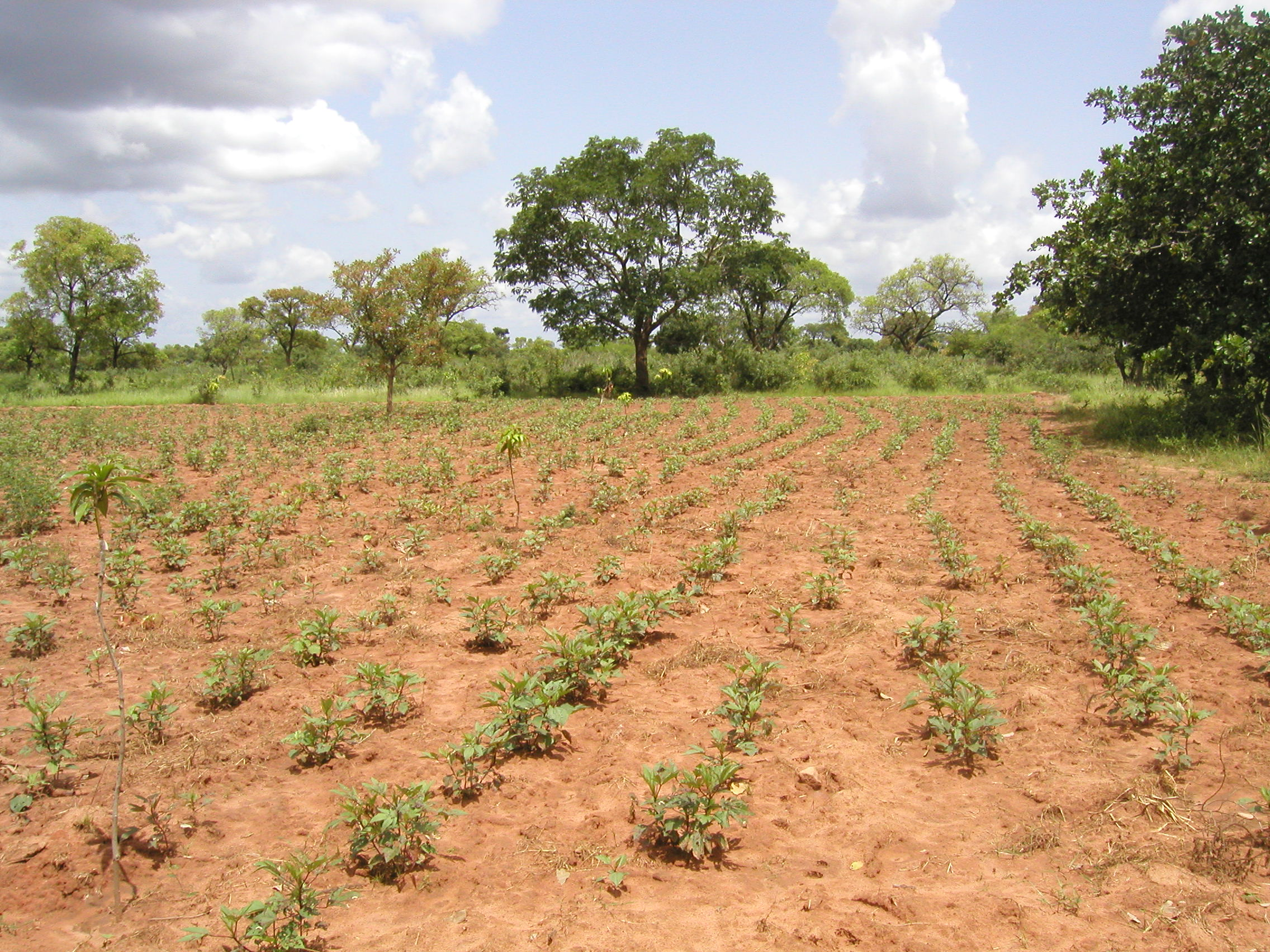
Újraerdősítés, Tolotama
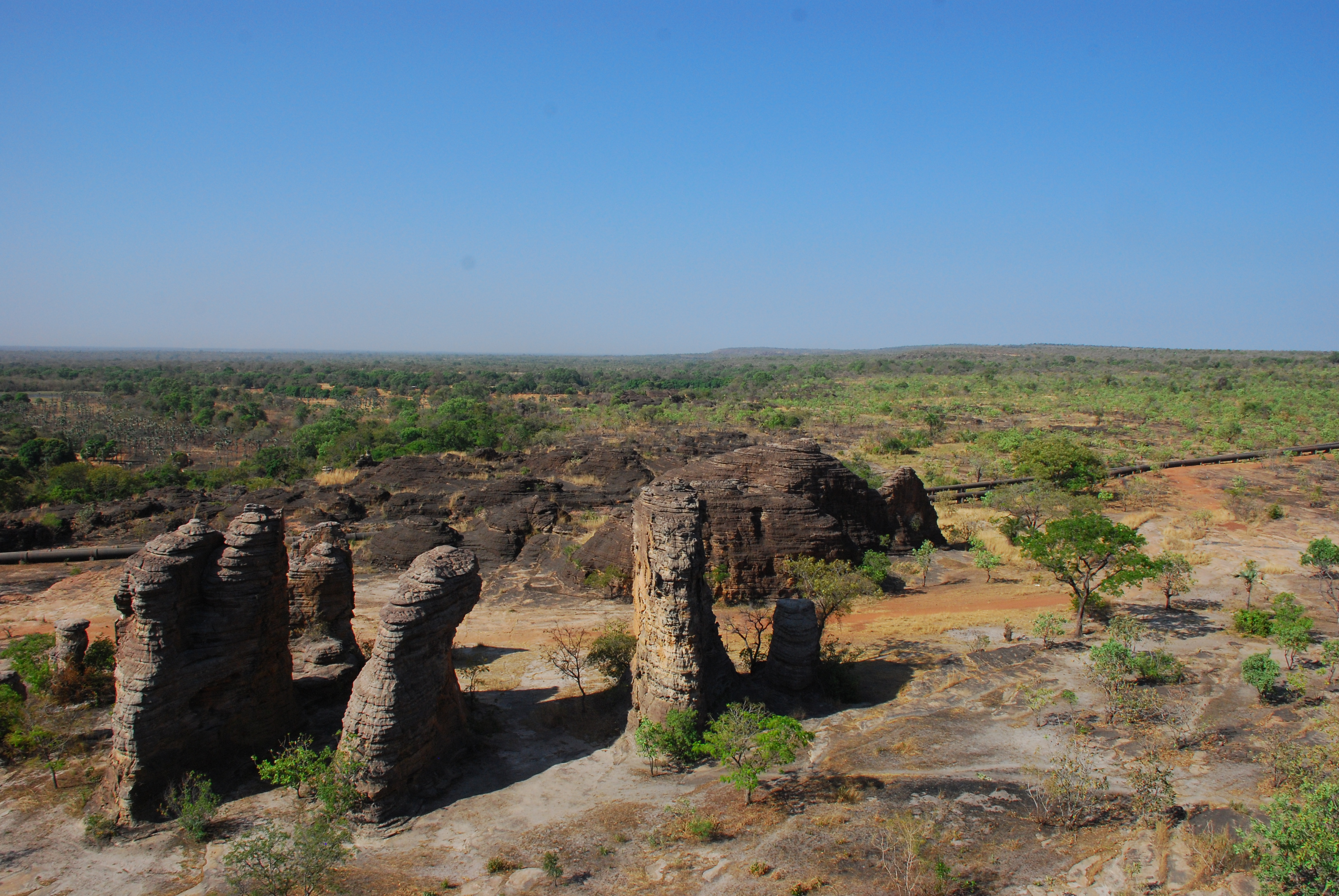
Hegyvidéki terület, Sindou, Banfora közelében
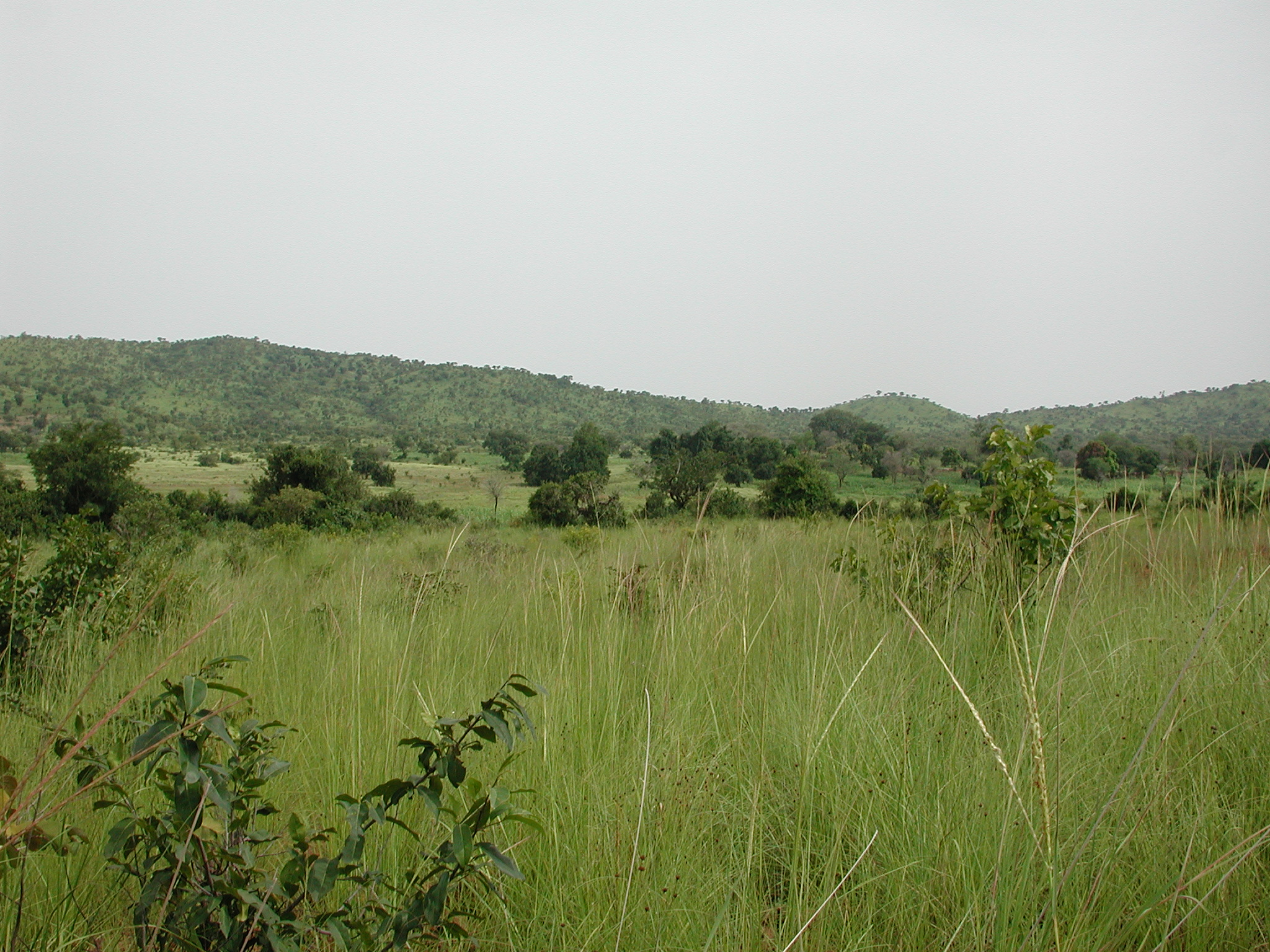
Szavanna Gbomblora körzetében
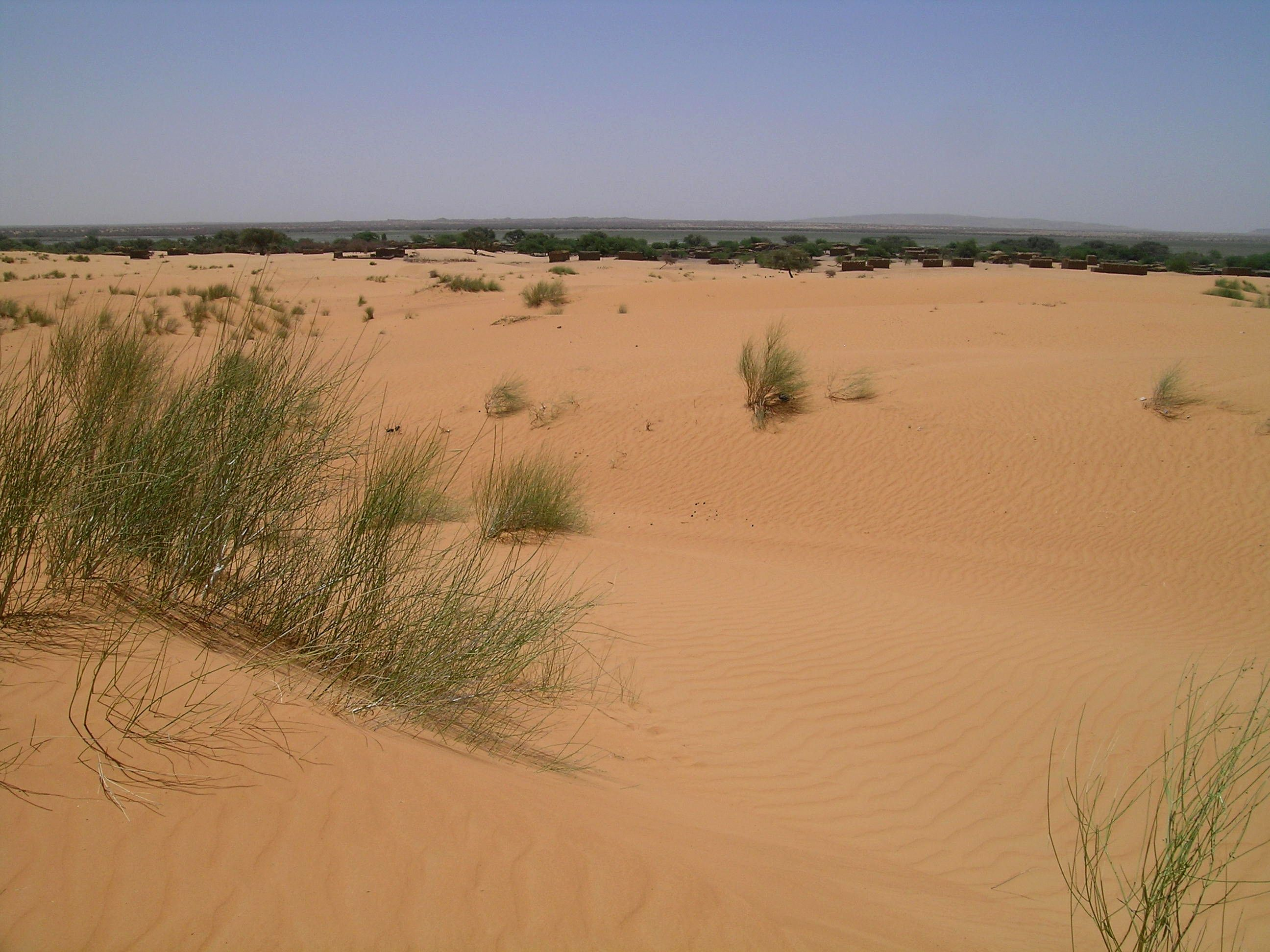
Homokdűnék, Oursi

#### Nemzeti parkjai
Állat- és növényvilágát négy nemzeti park és számos rezervátum védi. A négy park:
- Arly-Singou Nemzeti Park
- Léraba-Comoé
- Mare aux Hippopotames
- W Nemzeti Park – egy jelentős nemzeti park Nyugat-Afrikában, a Niger folyó W betű alakú kanyarulata körül. A park a három ország, Niger, Benin és Burkina Faso területeit foglalja magában.

## Történelem

### A gyarmatosítás előtt
Nyugat-Afrika többi részéhez hasonlóan a mai Burkina Faso is korán benépesült, különösen az északnyugati része (i. e. 12.000 és i. e. 5000 között), ahol 1973-ban különféle szerszámokat (kaparókat, vésőket, nyílhegyeket) találtak. I. e. 3600 és i. e. 2600 között földművesek telepedtek le, aránylag tartós építmények nyomai maradtak ránk. I. e. 1500 és i. e. 1000 között már vasat és kerámiát használtak, temetkezéseik pedig a vallási eszmék megjelenésére utalnak.
A dogon nép emlékeit megtalálták az ország északnyugati és északi részén. Ők ezt a vidéket a 15-16. században hagyták el, hogy letelepedjenek mai lakhelyükön. Magas falak maradtak fenn Burkina Faso délnyugati részén (és hasonlók Elefántcsontparton), de jelenleg nem tudni, miféle nép építette őket.
A ghánai moszik bevándoroltak az ország területére és a 14. században királyságokat alapítottak.

### Gyarmatosítás és függetlenség
Az 1884–85-ös Kongó-konferencia után francia felfedezők, majd ezután a katonák is megszállták a területet. 1898-ban lett Francia Nyugat-Afrika része. 1919-ben Felső-Volta néven önálló gyarmattá szervezték. 1956-ban megalakult a kormánytanács, majd 1958-ban autonóm köztársaság lett. 1960. augusztus 5-én független állam lett Felső-Volta néven.

### A függetlenség után
Az 1960-as és 1970-es éveket instabilitás jellemezte. Az első elnök Maurice Yaméogot volt. Őt 1966-ban leváltották, majd Sangoulé Lamizana lett az ország katonai diktátora 1980-ig. Az 1982-es puccsban alakult kormány nem volt hosszú életű, és 1983. augusztus 4-én Thomas Sankara újabb puccsot hajtott végre. Sankara egy pánafrikai szocialista forradalmat szeretett volna elérni, Líbia és Kuba felé orientálódott. Ő változtatta 1984-ben az ország nevét Burkina Fasóra. A név jelentése: becsületes emberek országa.
1985 végén az ország a szomszédos Malitól egy kis területet szerzett meg a két ország háborúja során. Francia segítséggel Blaise Compaoré 1987-ben egy államcsíny során átvette a hatalmat. Thomas Sankarát, régi barátját és szövetségesét a puccsban megölték.
Az 1990-es években többpárti választásokat tartottak.

### 21. század
A 2010-es elnökválasztáson Compaoré elnököt újraválasztották. Csak a lakosság egytizede szavazott.
2011-ben tüntetés sorozata követelte Compaoré lemondását, demokratikus reformokat, a bérek emelését, valamint gazdasági szabadságot.
2014-ben felkelés tört ki, Compaoré lemondott, majd Elefántcsontpartra menekült.
2015-ben egy sikertelen puccskísérlet zajlott az országban.
2022. elején egy újabb államcsínyben a katonák letartóztatták Kaboré  elnököt. A katonai junta Paul-Henri Sandaogo Damibát nevezte ki ideiglenes elnöknek. A puccs után az ECOWAS és az Afrikai Unió felfüggesztette Burkina Faso tagságát.

## Államszervezet és közigazgatás

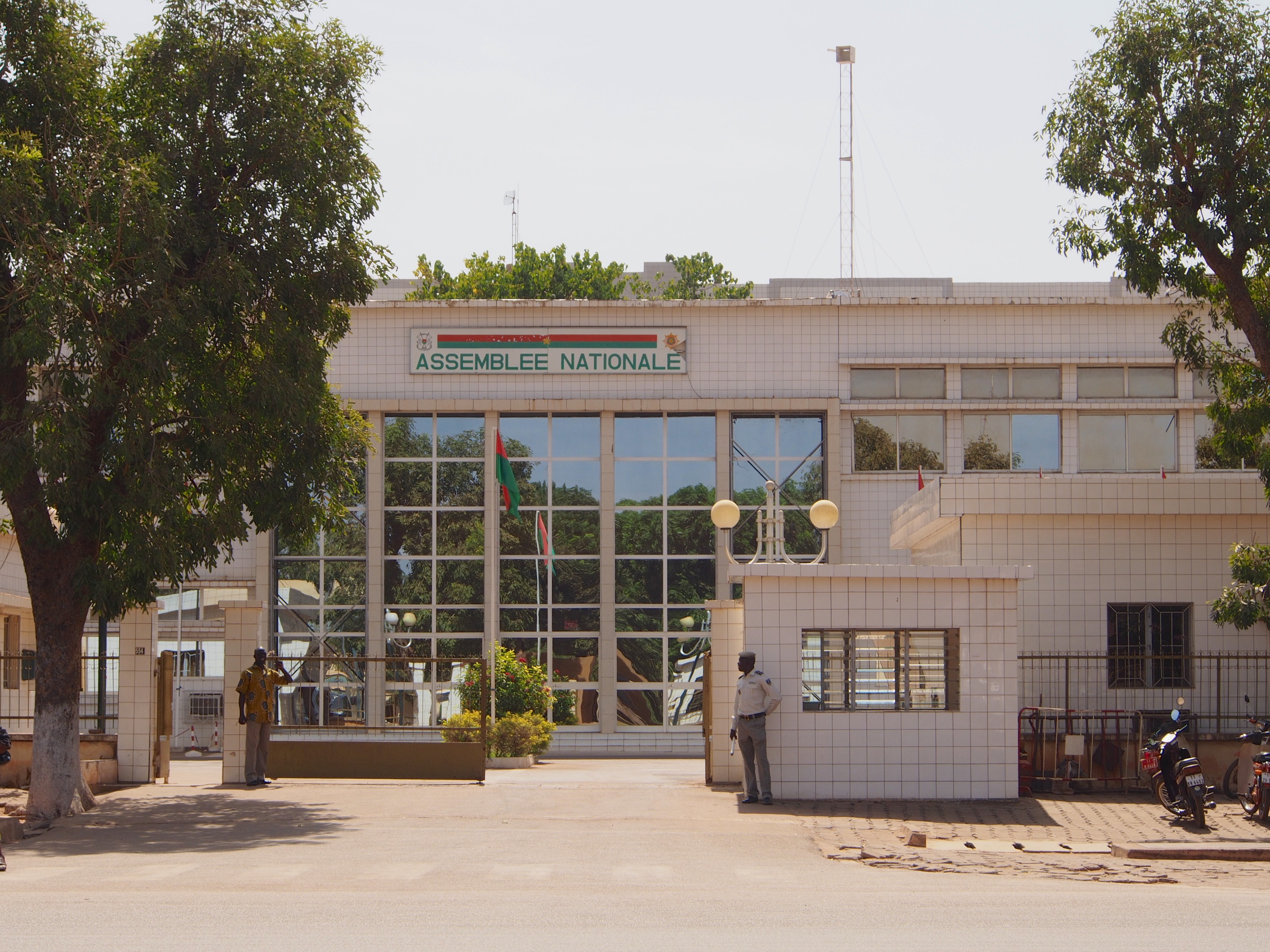
Az országgyűlés épülete, Ouagadougou

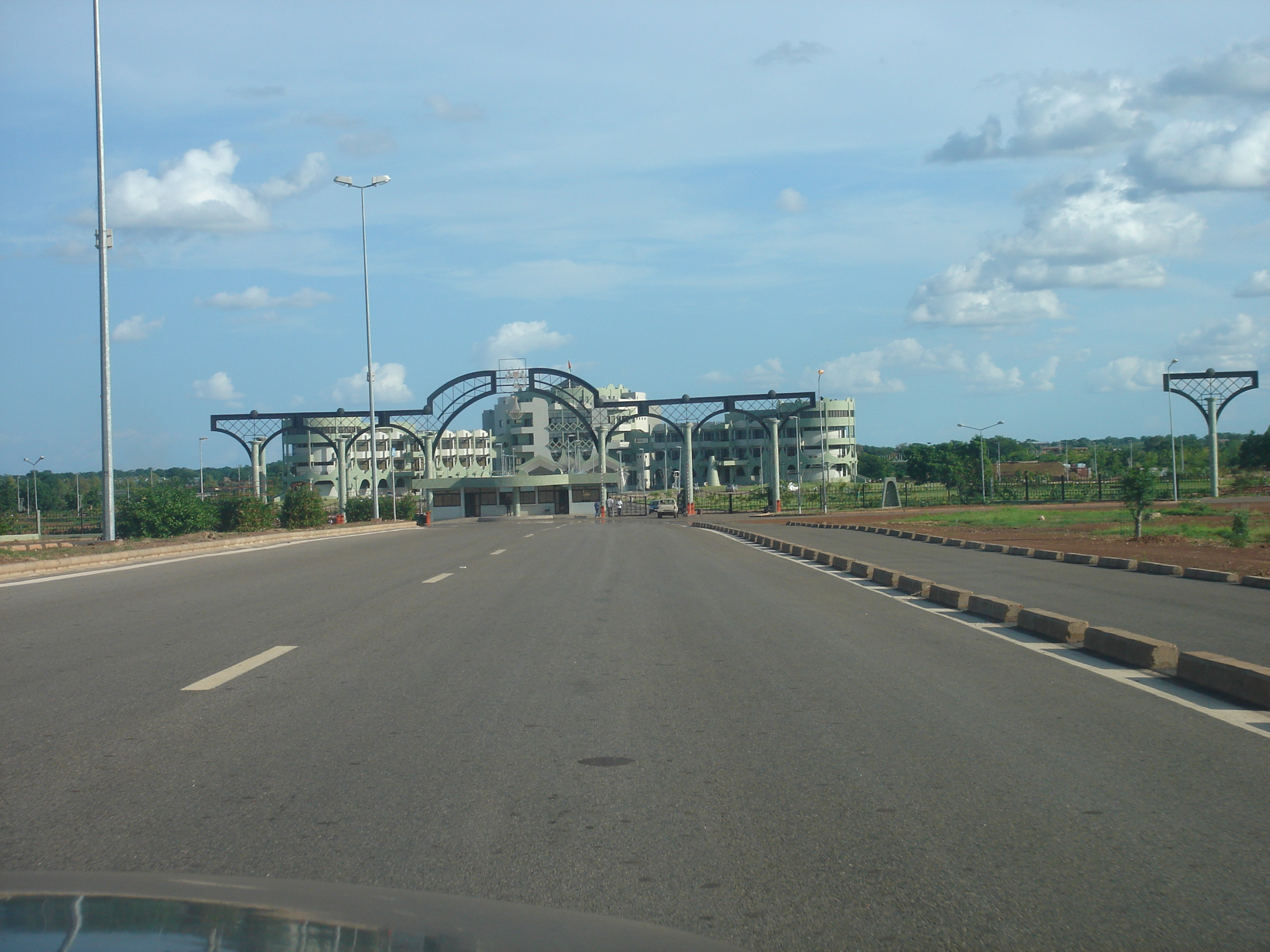
Az elnöki rezidencia

### Alkotmány, államforma
Államforma: parlamentáris köztársaság.

### Törvényhozás, végrehajtás, igazságszolgáltatás
Az ország jelenleg éli a negyedik köztársaságot. Alkotmánya 1991 óta van érvényben. 2000 óta az elnököt 5 évre választják meg. Blaise Compaoré 2005-ben 80,4%-os többséget szerzett. Ez volt az első alkalom, hogy az ellenzék nem bojkottálta a választásokat. A miniszterelnök, Tertius Zongo, 2007. június 4. óta van hivatalában.
A parlament tagjait 5 évente választják meg. Jelenleg a parlament létszáma 111 fő, ebből 57-en a kormánypárt tagjai.
Az ország jó kapcsolatokat ápol Franciaországgal, azonban szomszédjával, Elefántcsontparttal már többször keveredett konfliktusba. A legfontosabb diplomáciai partner Líbia. A nyugat-afrikai ország kezdetben elismerte Tajvant, azonban 24 év után – 2018 közepén – megszakította vele a diplomáciai kapcsolatokat, és a pekingi kommunista vezetés felé nyitva Kínával építette ki kapcsolatait.

#### Elnökök
| Név                        | Hivatali ideje                              |
| -------------------------- | ------------------------------------------- |
| Maurice Yaméogo            | 1960. augusztus 5. – 1966. január 3.        |
| Sangoulé Lamizana          | 1966. január 3. – 1980. november 25.        |
| Saye Zerbo                 | 1980. november 25. – 1982. november 7.      |
| Jean-Baptiste Ouédraogo    | 1982. november 7. – 1983. augusztus 4.      |
| Thomas Sankara             | 1983. augusztus 4. – 1987. október 15.      |
| Blaise Compaoré            | 1987. október 15. – 2014. október 31.       |
| Michel Kafando             | 2014. november 17. – 2015. szeptember 17    |
| Gilbert Diendéré           | 2015. szeptember 17. – 2015. szeptember 23. |
| Michel Kafando             | 2015. szeptember 23. – 2015. december 29.   |
| Roch Marc Christian Kaboré | 2015. december 29. – 2022. január 24.       |
| Paul-Henri Sandaogo Damiba | 2022. január 24.– 2022. szeptember 30.      |
| Ibrahim Traoré             | 2022. szeptember 30.–                       |

### Politikai pártok
- Népi Mozgalom a Haladásért (Mouvement du Peuple pour le Progrès)
- Kongresszus a Demokráciáért és a Haladásért (Congrès pour la Démocratie et le Progrès)
- Afrikai Demokratikus Gyűlés

### Közigazgatási beosztás
Az ország 45 tartományra és 13 adminisztratív régióra oszlik.

### Védelmi rendszer
Burkina Faso hadserege szárazföldi erőből, légierőből, nemzeti csendőrségből, rendőrségből és a nemzetőrségből áll. Tengeri hadierővel nem rendelkezik. Az ország védelmi minisztere Kassoum Coulibaly.

## Népesség

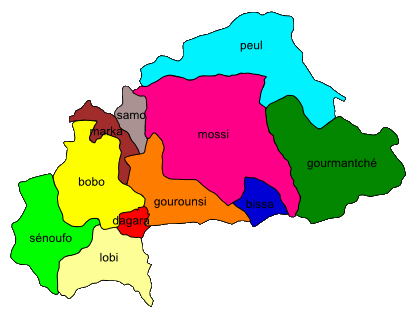
Az ország nyelvi megoszlása

### Általános adatok
Az ország népsűrűsége igen változó. A mosszik lakta középső régióban az átlagos népsűrűség kb. 50 fő/km²,[mikor?] de egyes helyeken elérheti a 200 fő/km² átlagot is. Az országnak csak két jelentősebb városa van, ezek a főváros, Ouagadougou, illetve Bobo-Dioulasso.

### Népességének változása
| Lakosok száma | 4 829 291 | 5 256 363 | 5 930 487 | 6 671 659 | 7 930 690 | 9 297 116 | 11 281 942 | 13 421 929 | 16 460 141 | 23 025 776 |
|               | 1960      | 1966      | 1973      | 1979      | 1986      | 1992      | 1999       | 2005       | 2012       | 2023       |

### Etnikai, nyelvi megoszlás
Az ország hivatalos nyelve a francia, de a törzseknek is megvan a saját nyelvük.
A 60 népcsoport közül, amelyek az országban laknak, a legnagyobbak:
- A mosszi (mossi) népcsoport a legnagyobb. Ők főleg az ország középső részén, a főváros környékén élnek.
- A második legnépesebb etnikum a bobo (bwa), ők a nyugati részen élnek.
- A harmadik legnépesebb népcsoport a fulbe (peul). Ők Nyugat-Afrikában több helyen is előfordulnak.

További etnikumok: gourmantché, mande, szenufo, gurunsi (kasem), lobi, bissa és tuareg.

### Vallási megoszlás
A 20. században a francia misszionáriusok a katolikus kereszténységre térítették át a lakosság nagy tömegeit. Egyes protestáns felekezeti csoportok gyorsan növekedtek az utóbbi évtizedekben. A keresztény és iszlám vallás erőteljes hatása ellenére az emberek jelentős része a mai napig a hagyományos vallások követője.
2006-os adatok alapján:
- muszlim 60,5%,
- keresztény 24%,
- törzsi vallású 15,3%.

## Gazdaság

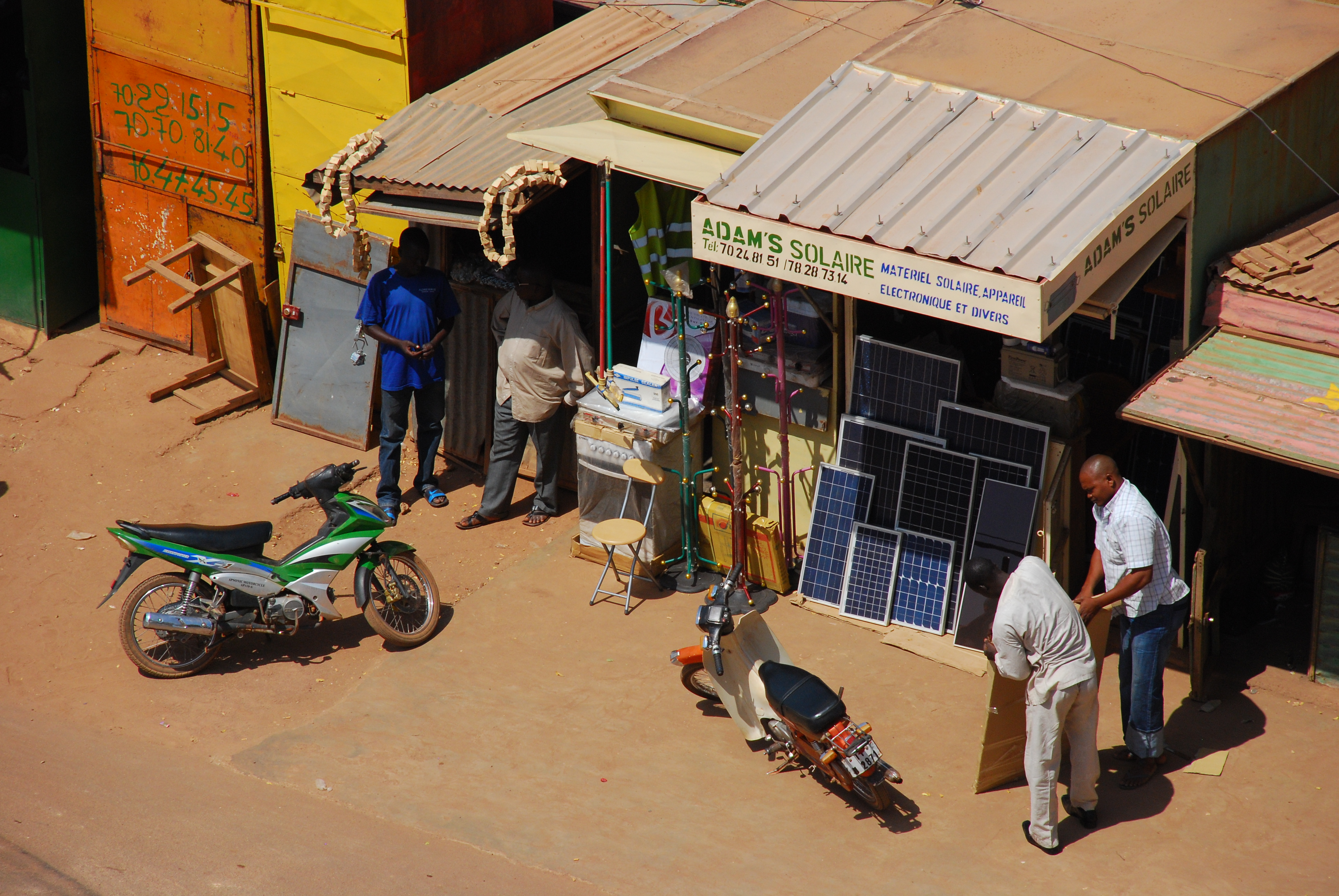
Fővárosi kis üzlet napelemeket árul

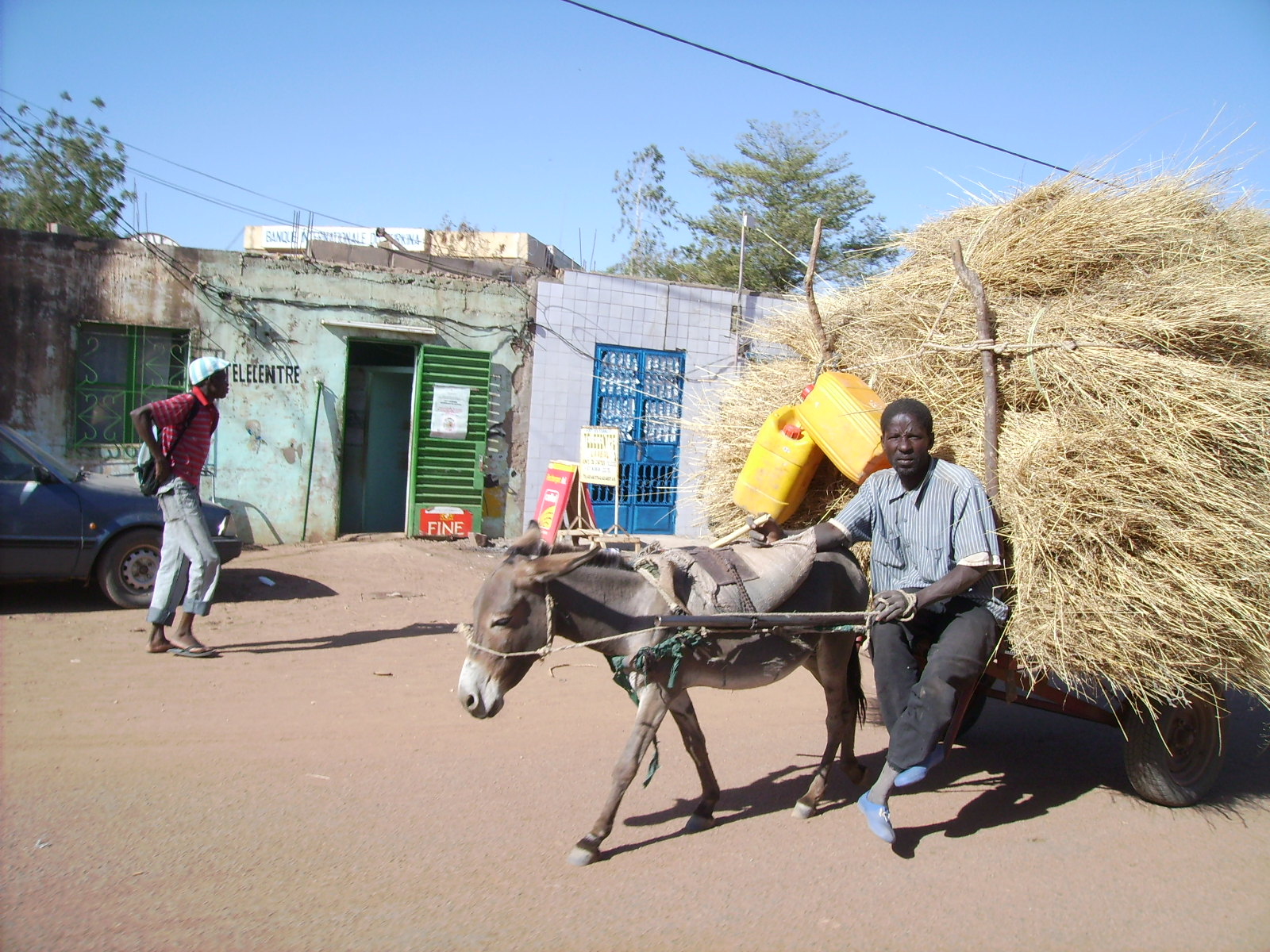
Kisvárosi jelenet, Dori

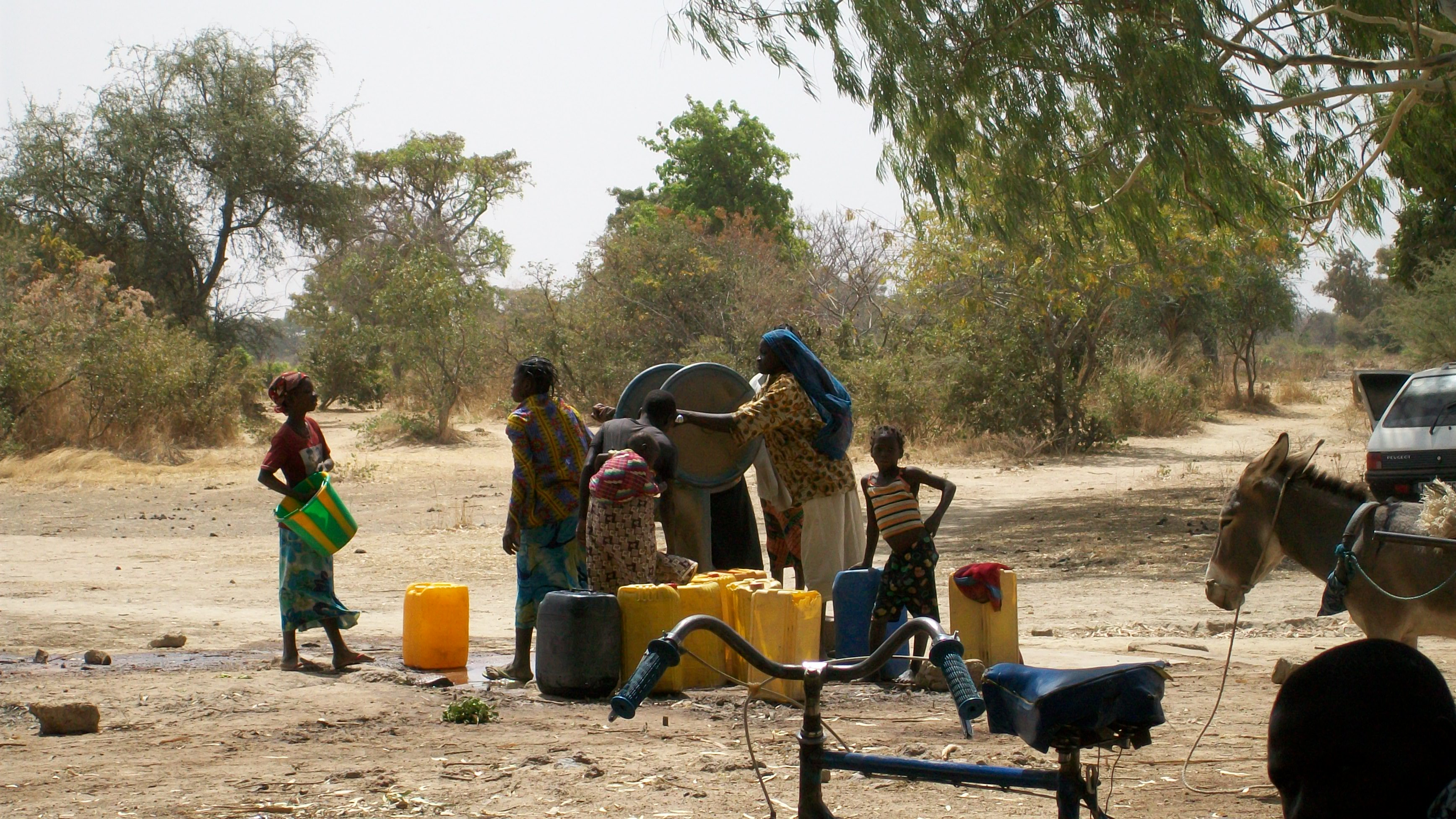
Vidéki emberek egy kútnál összegyűlve

### Általános adatok
Burkina Faso agrárország. A szárazfölddel körülvett ország a legkevésbé fejlett országok egyike.
A rendszertelen esőzések, a gyenge talaj, valamint a megfelelő kommunikációs és egyéb infrastruktúra hiánya hozzájárul a gazdaság külső sokkhatásokkal szembeni sebezhetőségéhez. 2020 táján a lakosság mintegy 80%-a önellátó gazdálkodást folytat, az országban a gyapot az egyik fő haszonnövény. Kevés természeti erőforrással és gyenge ipari bázissal rendelkezik.
A népesség közel fele él szegénységi küszöb alatt. Évente több százezren vándorolnak a szomszédos Ghánába és Elefántcsontpartra idénymunkát vállalni.

### Gazdasági ágazatok

#### Mezőgazdaság
A mezőgazdaság fejlődését a gyakori szárazság és a talajerózió nehezíti. Az ország lakosságának közel 90%-át kitevő földművesek léte függ az esők megfelelő mennyiségétől és kiszámítható megérkezésétől, amelyek délen április elején kezdődnek és október végéig tartanak.
Állattenyésztése (szarvasmarha, kecske, baromfi) a kivitel egyik fő forrása.
Fő mezőgazdasági termények : köles, cirok, cukornád, kukorica, gyapot, földimogyoró, burgonya, szezám, dió.

#### Ipar
A gyengén fejlett ipar elsősorban hazai mezőgazdasági termékeket dolgoz fel. Vannak nyomdák, bútorgyárak, motorkerékpár- és kerékpár-összeszerelő üzem, valamint néhány fémfeldolgozó- és vegyi üzem. Jelentősebb még az élelmiszergyártás, sörgyártás, könnyűipar, gumi- és lábbeligyártás.
Bányászata jelentéktelen, az aranyon kívül a természeti kincseket (mangán-, cink-, ezüstérc, mészkő, foszfátok) az infrastruktúra hiánya miatt alig hasznosítják. Az energiaellátást egy 1989-ben létesített vízierőmű segíti.

#### Külkereskedelem
Mint számos fejlődő országban, Burkina Faso gazdaságában is a behozatal többszöröse a kivitelnek. Élelmiszerekből, kőolajból, textilipari termékekből, gépekből, ipari berendezésekből behozatalra szorul.
A pamut és az arany Burkina Faso legfontosabb exportcikkei. Az arany a 2010-es években az ország teljes exportbevételének mintegy háromnegyedét tette ki. Burkina Faso gazdasági növekedése és bevétele nagymértékben függ a termelési szinttől és a két árucikk globális áraitól.
Fő kereskedelmi partnerei 2019-ben: 
- Export: Svájc 59%, India 21%
- Import: Elefántcsontpart 15%, Kína 9%, Ghána 8%, Franciaország 8%, India 6%, Egyesült Államok 5%

## Közlekedés

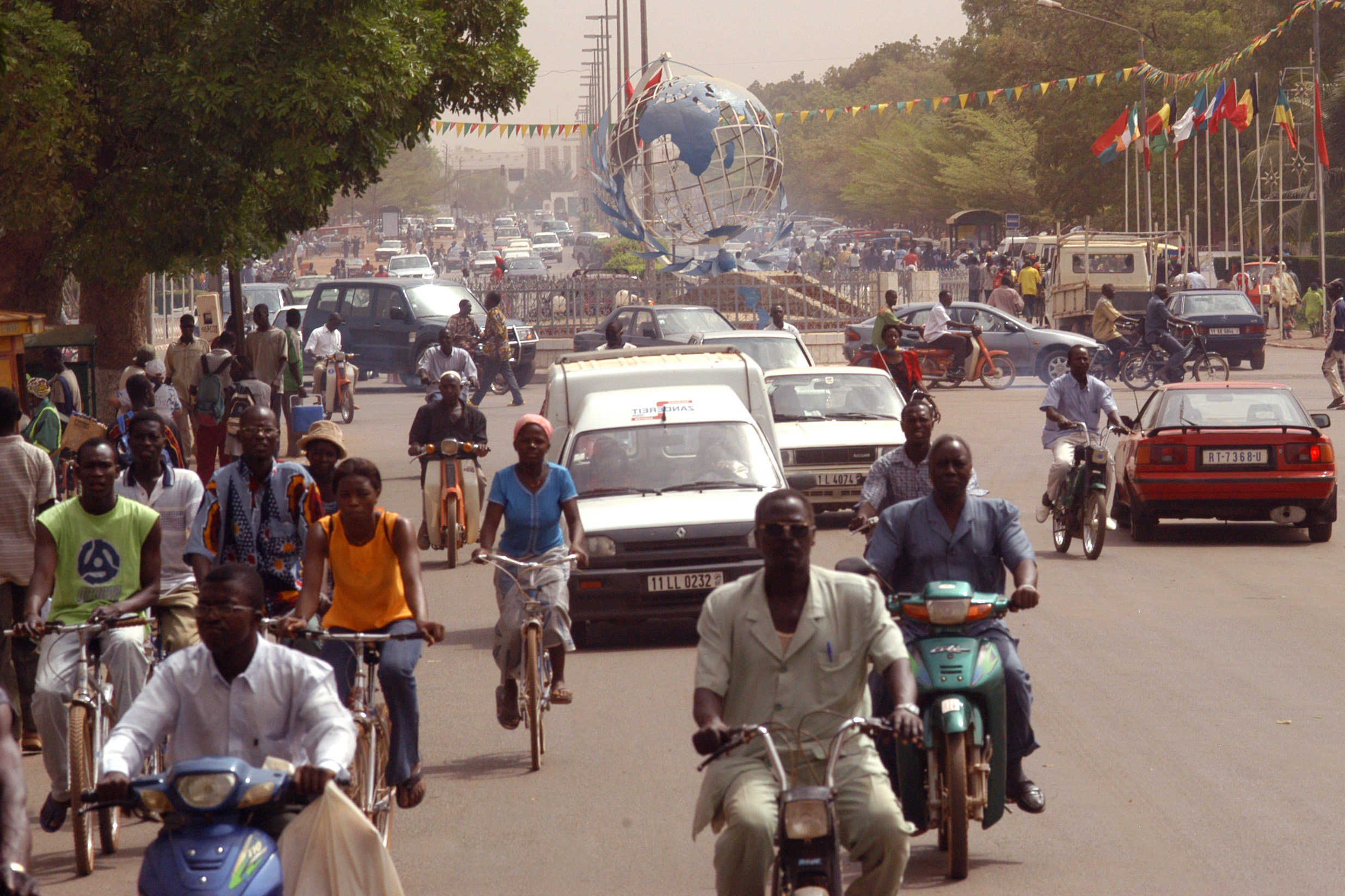
Utcakép a fővárosban, Ouagadougouban

### Vasúti
Burkina Fasóban egy vasútvonal van, az Abidjan-Niger-vasútvonal, ez 622 km hosszú.

### Légi
Az országban 2 nemzetközi reptér van, Ouagadougouban és Bobo-Dioulassóban. A repülőjáratok főleg Franciaországba és a környező országokba közlekednek.

### Közúti
Az úthálózat 16 500 km, ebből 1100 km aszfaltozott. Minden szomszédos ország elérhető aszfaltúton, esős időszakban azonban a legtöbb út járhatatlan.

## Kultúra
Az északról érkező tuareg embereket lobogó köntöseikről és díszes fejrevalóikról ismerni fel. A moszi, bobo és dioula parasztok élénk színű pamutöltözéket vagy európai ruhákat viselnek, a tömegből kimagasodnak a sudár, szép arcú fulbék (fulánik). Az ország lakosságának nagy része vidéken él. A falvakban a nagycsaládok kúpos tetejű kunyhóit kerítés választja el a szomszédos nagycsaládok területétől.

### Oktatási rendszer
A lakosság körében az iskolázottsági arány alacsony, magas az írástudatlanság. Legfontosabb felsőfokú intézménye az 1974-ben alapított Ouagadougoui Egyetem.

### Művészetek
A legjelentősebb irodalmár az író és szociológus Nazi Boni (1912-1969) volt, aki megírta a bobo nép krónikáját "Crépuscule des temps anciens" címen.
A Burkina Fasoban használatos hangszerek: különféle xilofonok, zanzák, a fuvolaszerű lontoré, oboához hasonló bobal, valamint számos fajta dob. A moszi királyok udvarának legfontosabb zenekari hangszere a vállra akasztható dob, a lunga.
Az afrikai filmművészet fejlődésében jelentős szerepe van az 1968 óta kétévenként, Ouagadougouban megrendezett fesztiválnak.

### Hagyományok, néprajz
Elterjedt gyakorlat a női nemi szervek megcsonkítása.
Az országban több mint 60 népcsoport él, akiknek gazdag tánc- és zenei hagyományuk van. A többségnek a maszk a hagyományuk legfontosabb kelléke.

### Gasztronómia
A burkina fasoi konyha nagyon egyszerű. Főleg kölest, kukoricát és rizst esznek, amelyet zöldséggel ízesítenek. A fő alapanyagok: manióka, jamszgyökér, burgonya. A marha-, bárány- és tyúkhús is kedvelt.

## Turizmus

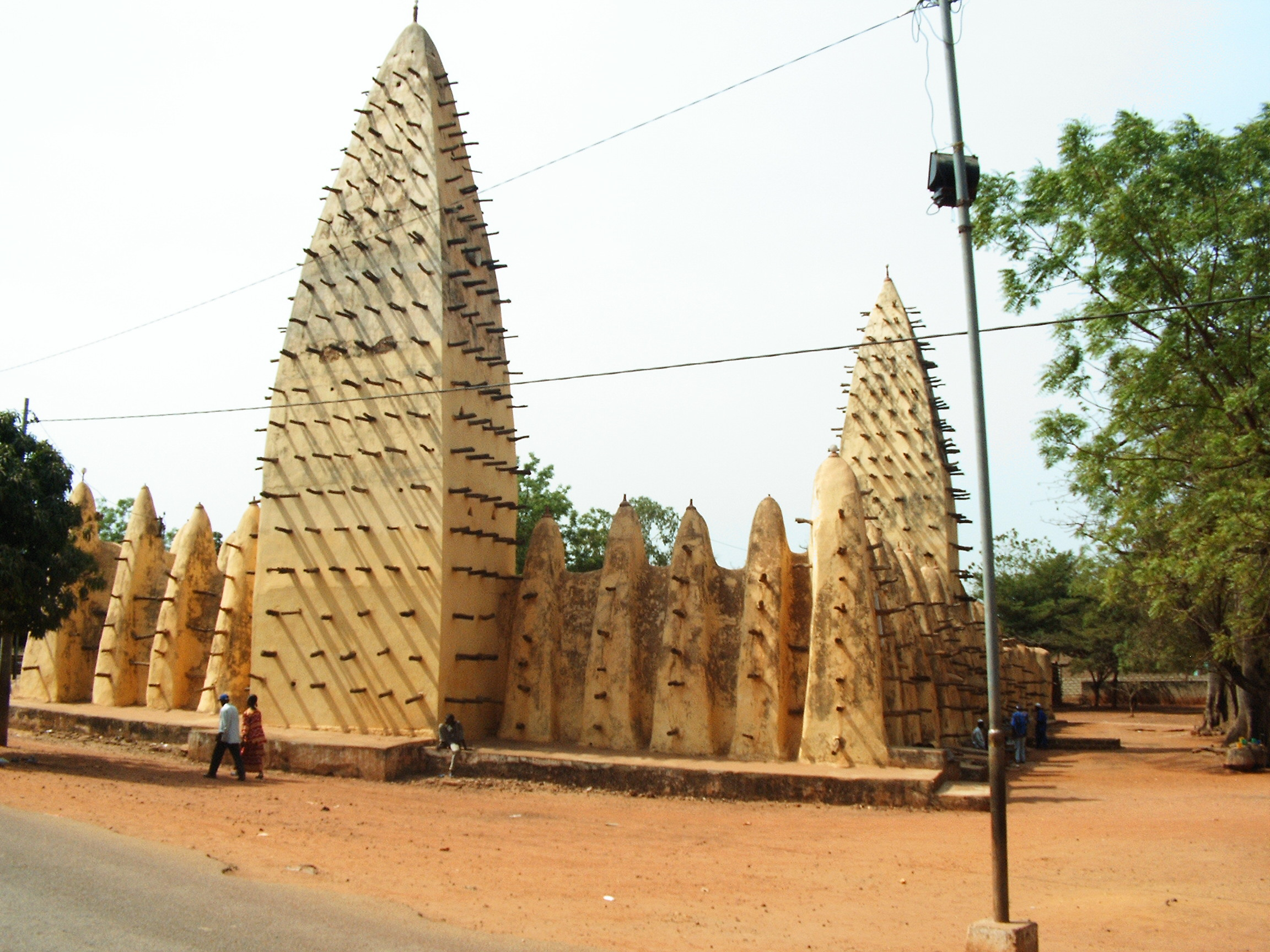
Bobo-Dioulasso Nagy Mecsete (hagyományos száheli stílus)

### Főbb látnivalók
- Ouagadougou: Nemzeti Múzeum, Bangr Weogo Park, Ouagadougoui Székesegyház, a pánafrikai filmfesztivál (Festival panafricain du cinéma et de la télévision)
- Banfora és környéke (Sindou sziklái, Tengrela-tó, vízesés)
- Bobo-Dioulasso: az óváros, a Nagy Mecset és a kétévenkénti kulturális fesztiválja
- Gorom-Gorom és a sivatagi piaca
- A Sabou melletti krokodilok
- Diapaga környéke az ország keleti részén (nemzeti parkok, rezervátum, Gobnangou sziklái)

### Oltások
Javasolt oltások Burkina Fasóba utazóknak:
- Hastífusz
- Hepatitis A (magas a fertőzésveszély)
- Hepatitis B (magas a fertőzésveszély)
- Járványos agyhártyagyulladás

Malária ellen gyógyszer van (magas a fertőzésveszély).
Javasolt oltás bizonyos területekre utazóknak:
- Kolera
- Veszettség

Kötelező oltás, nemzetközi oltási igazolvány szükséges:
- Sárgaláz

Javasolt emlékeztető oltás:
- Járványos gyermekbénulás

## Média
Az állami rádió-televízió neve: Radiodiffusion-Télévision du Burkina (RTB). Az újságírók képzése nem minőségi, ez nagy költséggel és negatív befolyással magyarázható.
Napilapok: L'Observateur paalga, Le Pays, Sidwaya. Hetilapok: L'Indépendant, Bendré és San Finna.
Több francia nyelvű külföldi adó is fogható: RFI, TV5MONDE, Canal+.

### Egyéb telekommunikációs adatok
| Hívójel prefix | XT |
| ITU zóna       | 46 |
| CQ zóna        | 35 |

## Sport
Az ország lakói sportkedvelők, sokat sportolnak. A nemzeti sport a labdarúgás. A nemzeti 11 többször vett részt az afrikai kupán. 2007 februárjában a FIFA 57. helyre sorolta Burkina Fasót. A labdarúgó-válogatott 1960-ban alakult és 1964 óta a FIFA tagja. A csapat az 1998-as Afrikai nemzetek kupáján 4. helyezést ért el, ezt az eredményt azonban 2013-ban felül tudta múlni, amikor ezüstérmet szereztek a nemzeti tizenegy tagjai. A döntőben Nigériától szenvedtek 1-0-s vereséget.
- Bővebben: Burkina Fasó-i labdarúgó-válogatott

A 2004-es athéni olimpián 5 atléta, 3 könnyűatléta, 1 úszó és 1 dzsúdós vett részt. Burkina Faso eddig még nem nyert érmet a játékok során.
- Bővebben: Burkina Faso az olimpiai játékokon

## Ünnepnapok
| Dátum         | francia neve                     | magyar neve                            |
| ------------- | -------------------------------- | -------------------------------------- |
| január 1.     | Jour de l'an                     | Újév                                   |
| március 8.    | Journée de la femme              | Nőnap                                  |
| változó       | Tabaski                          | Tabaski (muzulmán ünnep)               |
| változó       | Lundi de Pâques                  | Húsvét                                 |
| május 1.      | Fête du travail                  | A munka ünnepe                         |
| változó       | Ascension                        | Krisztus mennybemenetele               |
| változó       | Mouloud                          | Maulid (Mohamed próféta születésnapja) |
| változó       | Pentecôte                        | Pünkösd                                |
| augusztus 4.  | Anniversaire de la révolution    | A forradalom napja (1983)              |
| augusztus 5.  | Fête de l'indépendance           | A függetlenség napja                   |
| augusztus 15. | Assomption                       | Mária mennybemenetele                  |
| október 15.   | Anniversaire de la rectification | A köztársaság napja                    |
| november 1.   | Toussaint                        | Mindenszentek                          |
| december 11.  | Fête nationale                   | Nemzeti ünnep                          |
| december 25.  | Noël                             | Karácsony                              |